# Parafia św. Katarzyny w Wędryni
Parafia Świętej Katarzyny w Wędryni – parafia rzymskokatolicka znajdująca się w Wędryni. Należy do dekanatu Frydek diecezji ostrawsko-opawskiej.
Kościołem parafialnym jest kościół św. Katarzyny w Wędryni. Parafia posiada dwa kościoły filialne: Podwyższenia Krzyża Świętego w Bystrzycy oraz św. Mikołaja w Nydku.

## Historia
Parafia powstała w XIV lub w pierwszej połowie XV wieku. Została wymieniona w spisie świętopietrza sporządzonym przez archidiakona opolskiego Mikołaja Wolffa w 1447 pośród innych parafii archiprezbiteratu (dekanatu) w Cieszynie pod nazwą Vandrzina. Na podstawie wysokości opłaty w owym sprawozdaniu liczbę ówczesnych parafian (we wszystkich podległych wioskach) oszacowano na 165.
W okresie Reformacji kościół został przejęty przez ewangelików. 21 marca 1654 został im odebrany przez specjalną komisję. W tym roku na nowo utworzono parafię katolicką, jako jedną z 13 pomniejszonego dekanatu w Cieszynie.
Po wojnach śląskich i oddzieleniu granicą od diecezjalnego Wrocławia, będącego odtąd w Królestwie Prus, do zarządzania pozostałymi w Monarchii Habsburgów parafiami powołano w 1770 Wikariat generalny austriackiej części diecezji wrocławskiej. W 1806 przeniesiony do nowego dekanatu w Jabłonkowie. Po I wojnie światowej i polsko-czechosłowackim konflikcie granicznym Wędrynia znalazła się w granicach Czechosłowacji, wciąż jednak podległa była diecezji wrocławskiej, pod zarządem specjalnie do tego powołanej instytucji zwanej: Knížebiskupský komisariát niský a těšínský. Kiedy Polska dokonała aneksji tzw. Zaolzia w październiku 1938 parafię jako jedną z 29 włączono do diecezji katowickiej, a 1 stycznia 1940 z powrotem do diecezji wrocławskiej. W 1947 obszar ten wyjęto ostatecznie spod władzy biskupów wrocławskich i utworzono Apostolską Administraturę w Czeskim Cieszynie podległą Watykanowi. W 1978 obszar Administratury podporządkowany został archidiecezji ołomunieckiej, parafie dekanatu w Jabłonkowie przyłączone zostały do dekanatu Frydek. W 1996 wydzielono z archidiecezji ołomunieckiej nową diecezję ostrawsko-opawską.